# Євтимович Сергій Пимонович
Євтимович Сергій Пимонович (8 жовтня 1899, с. Трушки, тепер Білоцерківський район, Київська область — 19 травня 1964, м. Дербі, Велика Британія) — хорунжий, згодом, підполковник Армії УНР, учасник бою під Крутами в складі студентської сотні. 

## Життєпис
Випускник II випуску Спільної юнацької школи, учасник Першого зимового походу. Брат Варфоломія Євтимовича. Член редколегії журналів «Український Ветеран» (1935) та «Немізіда» (1936), які видавались у Варшаві.
Під час Другої світової війни — старшина дивізії військ СС «Галичина» (1943—1945), учасник бою під Бродами. 
Активіст «Об'єднання бувших вояків-українців у Великій Британії». 
Похований на цвинтарі Ноттінгем Роад (Nottingham Road) в Дербі.

## Вшанування пам'яті
- 27 вересня 2019 року на його могилі урочисто відкрито новий пам'ятник.[1]